# Isohélie

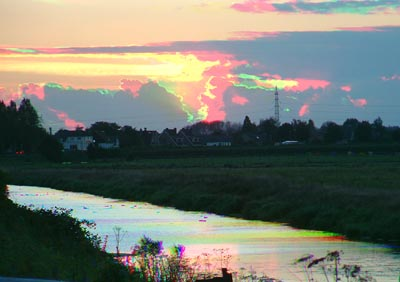
exemple isohélie

L'isohélie est un traitement photographique ou infographique qui redéfinit la profondeur (le nombre de valeurs possibles) de chaque composante élémentaire (rouge, vert, bleu, ou bien niveaux de gris) d'une image.
Par exemple, une isohélie de profondeur 5 sur une image RVB crée (et applique à l'image) une nouvelle palette de couleurs comportant 5 valeurs possibles pour chaque composante, soit (5 * 5 * 5) = 125 couleurs possibles.